# آمادئو روسی
آمادئو روسی (انگلیسی: Amadeo Rossi) شرکت صنایع جنگ‌افزاری برزیلی است، که در سال ۱۸۸۹ توسط آمادئو روسی تأسیس شد.